# Józef Taniewski
Józef Taniewski (ur. 4 marca 1899 w Radomiu, zm. 8 maja 1971 w Szczecinie) – polski lekarz-otolaryngolog, profesor nauk medycznych, rektor Pomorskiej Akademii Medycznej w Szczecinie (1953)

## Życiorys
Józef Taniewski rozpoczął studia medyczne na Wydziale Lekarskim Uniwersytetu Moskiewskiego. Po zakończeniu I wojny światowej powrócił do Polski i kontynuował studia na Wydziale Lekarskim Uniwersytetu Warszawskiego. Dyplom lekarza otrzymał w 1925. W latach 1931–1934 kształcił się w klinikach otolaryngologicznych w Berlinie i Wiedniu.
Po wybuchu II wojny światowej był uczestnikiem kampanii wrześniowej.
Po zakończeniu wojny pracował jako kierownik Oddziału Laryngologii w Okręgowym Szpitalu Wojskowym w Poznaniu (1945), a następnie (od 1947) jako komendant ds. lecznictwa w Wojskowym Szpitalu Klinicznym w Łodzi. Był współzałożycielem utworzonej w 1948 Pomorskiej Akademii Medycznej w Szczecinie, kierował tam Kliniką Otolaryngologii przez 19 lat. W 1950 na podstawie rozprawy Wpływ hałasu w zakładzie włókienniczym na narząd słuchu i równowagi otrzymał stopień doktora habilitowanego.  W 1953 pełnił funkcję rektora PAM. W 1953 otrzymał tytuł profesora nadzwyczajnego, a w 1958 – profesora zwyczajnego. 
Opublikował 91 prac naukowych i 2 podręczniki. Był pionierem audiometrii mowy. Określił  rodzaj upośledzeń słuchu, charakterystycznych dla przebiegu stwardnienia rozsianego. Wypromował 8 doktorów oraz był opiekunem habilitacji.
Był członkiem komitetu redakcyjnego czasopisma Otolaryngologia Polska, Royal Society of Medicine, Greckiego Towarzystwa Otoneurooftalmologicznego i in.

## Wybrane publikacje
- Zarys audiologii. Wydawnictwo Lekarskie PZWL 1951, 1960
- Diagnostyka szczegółowa chorób uszu, nosa i gardła. Wydawnictwo Lekarskie PZWL 1960
- O szkodliwym działaniu hałasu przemysłowego. „Wiadomości Lekarskie” 1949
- Odczyny błędnikowe u dzieci leczonych streptomycyną. „Polski Tygodnik Lekarski” 1960
- Nowotwory jamy ustnej. 1951
- Polipy nosa a próchnica zębów. „Wiadomości Lekarskie” 1955
- Pobudliwość błędnika w przewlekłym zapaleniu ucha środkowego. „Otolaryngologia Polska” 1957

## Odznaczenia
- Krzyż Kawalerski Orderu Odrodzenia Polski[1]
- Złoty Krzyż Zasługi[4]
- Srebrny Krzyż Zasługi[1]
- Medal Zwycięstwa i Wolności
- Medal 10-lecia Polski Ludowej[5]
- Odznaka „Za wzorową pracę w służbie zdrowia”[6]